# Vitalij Ivanov
Vitalij Vladimirovič Ivanov (in russo Виталий Владимирович Иванов?; Chemnitz, 3 febbraio 1976) è un ex pallamanista e allenatore di pallamano russo.

## Palmarès

### Olimpiadi
- 1 medaglia:
  - 1 bronzo (Atene 2004)